# Мария Джованна Эльми
Мария Джованна Эльми (итал. Maria Giovanna Elmi; род. 25 августа 1940, Рим, Италия) — итальянская актриса, телеведущая, певица, журналист.

## Биография
Начала свою карьеру как диктор на одном из каналов итальянской государственной телекомпании RAI. Стала популярной в начале 70-х годов, когда телешоу для детей «Il dirigibile», за что получила прозвище «Фатина» (то есть молодая фея). Принимала участие на песенном фестивале в Сан-Ремо (в 1977 и 1978). 1970 и 1981 годах она заняла первое место в двух опросах общественного мнения как лучшая телеведущая. Также Эльми проявила себя как журналист и публицист, сотрудничая в течение трёх лет с изданием «Il Messaggero», а потом с большим количеством журналов и газет. В 2005 году она приняла участие в реалити-шоу «L'Isola dei Famosi».